# 電気光学効果
電気光学効果 (でんきこうがくこうか、英語: electro-optic effect) とは、光が電場および電場の影響を受けている物質と作用する時に発生する現象の総称である。このとき、典型的には光学定数（吸光度や屈折率など）の変化が観測される。

## 分類
クラマース・クローニッヒの関係式により吸光度の変化は吸収端に近い波長での屈折率に大きな影響を及ぼすため、吸光度の変化と屈折率の変化は完全に分離できるものではないが、便宜上以下のように分類される。

### 吸光度の変化
電界吸収効果 (electroabsorption)吸収係数の一般的な変化
フランツ・ケルディッシュ効果 (Franz–Keldysh effect)一部の半導体に観測される吸光度の変化
量子閉じこめシュタルク効果 (quantum-confined Stark effect)半導体の量子井戸にて観察される吸光度の変化
エレクトロクロミック効果 (electro-chromatic effect)特定の波長で起こる吸収バンドの形成と、それに伴う固体の色の変化

### 屈折率の変化
ポッケルス効果 (Pockels effect) または 1次電気光学効果 (linear electro-optic effect)屈折率が電界強度の1乗に比例して変化する効果。反転対称性を欠く媒質において観測される。
カー効果 (Kerr effect) または 2次電気光学効果 (quadratic electro-optic effect, QEO effect)屈折率が電界強度の2乗に比例して変化する効果。ポッケルス効果よりも多くの物質で見られる。
電気旋光効果 (electrogyration)旋光の変化

## 補足
より広義には光と同等の周波数で振動する電界による効果も電気光学効果に含めることがある。光強度に依存する吸光を非線形吸収 (nonlinear absorption) と呼び、吸光度の変化の一つとして含めることができる。あるいは、光強度に比例して屈折率が変化する効果を光カー効果 (optical Kerr effect) と呼び、屈折率の変化の一つとして含めることができる。
光電効果および光導電性と結合することによって、電気光学効果はフォトリフラクティブ効果（あるいは光屈折効果、光誘起屈折効果、光誘起屈折率効果などとも；英語: photorefractive effect）を引き起こす。